# بارين جدو
بارين جدو (بالإنجليزية: Parine Jaddo)‏ هي مخرجة أفلام عراقية-أمريكية عربية. وُلدت في عام 1956 في بغداد بالعراق.

## النشأة
وُلدت جدو في 1956 في بغداد لعائلة من الطبقة العاملة، رغم أنها كان لديهم اهتمام بالثقافة والفنون. وقد اضطرت عائلتها للتنقل مرارًا بسبب المشكلات السياسية في المنطقة، فلجؤوا من بيتهم في العراق إلى لبنان؛ حيث سعت «جدو» إلى إكمال دراستها في علوم الطب ولكن عائلة «جدو» هربت جرّاء الحرب الأهلية اللبنانية من لبنان، بينما بقيت هي وحيدة -هناك- في منتصف السبعينات بهدف إكمال دراستها، فكانت تسكن خلال هذه الفترة مع عائلة أمريكية في بيروت.

## العمل السينمائي
عقب الغزو الإسرائيلي على لبنان عام 1982، ذهبت «جدو» إلى الولايات المتحدة والتحقت بجامعة هوارد في العاصمة واشنطن، وحصلت منها على شهادة الماجستير في الدراسات السينمائية عام 1995.
صوّر فيلمها «عيشة» (Aisha) عبر كاميرا 35 ملم في عشية الغزو الأمريكي على العراق، كما عُرض الفيلم في متحف فنون المرأة الذي يقع في العاصمة الأمريكية. تقول «جدو» أن فيلم «عيشة» يعالج موضوع الاغتراب الثقافي كما يمثّل حياتها بشكل أوتوبيوجرافي.
تعاونت أيضًا مع المخرج الإثيوبي هايلي جيريما على إنتاج فيلمه المشهور (سانكوفا) في 1993.
كان فيلم "Broken Record" أول فيلم وثائقي لديها حيث ألهمته ذاكرت والدتها المرحومة، كما عُرض الفيلم في مهرجان ريل العراق (Reel Iraq) في المملكة المتحدة عام 2013.
تقيم «جدو» حاليًا في بيروت، حيث تعاونت مع المؤسسة العربية للصور وغيرها من المؤسسات الثقافية، ودرِّست -أيضًا- بتدريس الدراسات السينمائية في عددٍ من الجامعات الدولية.

## الأفلام
- (Atash) - 1995
- (Inside/Out) - 1997 (محرّرة مساعدة ومديرة السيناريو)
- (Aisha) - 2000 (مخرجة)
- (Tayh) (Astray) - 2003
- (Rasta's Paradise) - 2007[4][8]
- (Broken Record) - 2013

## الجوائز
- Princess Grace Award[9]
- Paul Robeson Award

## روابط خارجية
- Parine Jaddo في قاعدة بيانات الأفلام على الإنترنت